# 万里小路賢房
万里小路賢房（までのこうじ かたふさ、文正元年（1466年） - 永正4年（1507年）10月19日）は、戦国時代初期の公卿。法名は真賢。

## 官歴
- 文明10年（1478年）：左兵衛権佐
- 文明13年（1481年）：従五位上
- 文明17年（1485年）：正五位下、右少弁
- 文明18年（1486年）：蔵人
- 明応4年（1495年）：権左少弁
- 明応5年（1496年）：正五位上、右中弁
- 明応9年（1500年）：従四位下、蔵人頭
- 明応10年（1501年）：従四位上
- 文亀2年（1502年）：正四位上
- 永正2年（1505年）：右大弁、参議、従三位

## 系譜
- 実父：勧修寺教秀
- 養父：万里小路冬房
- 子：万里小路秀房
- 子：阿野秀時